# Acton, London

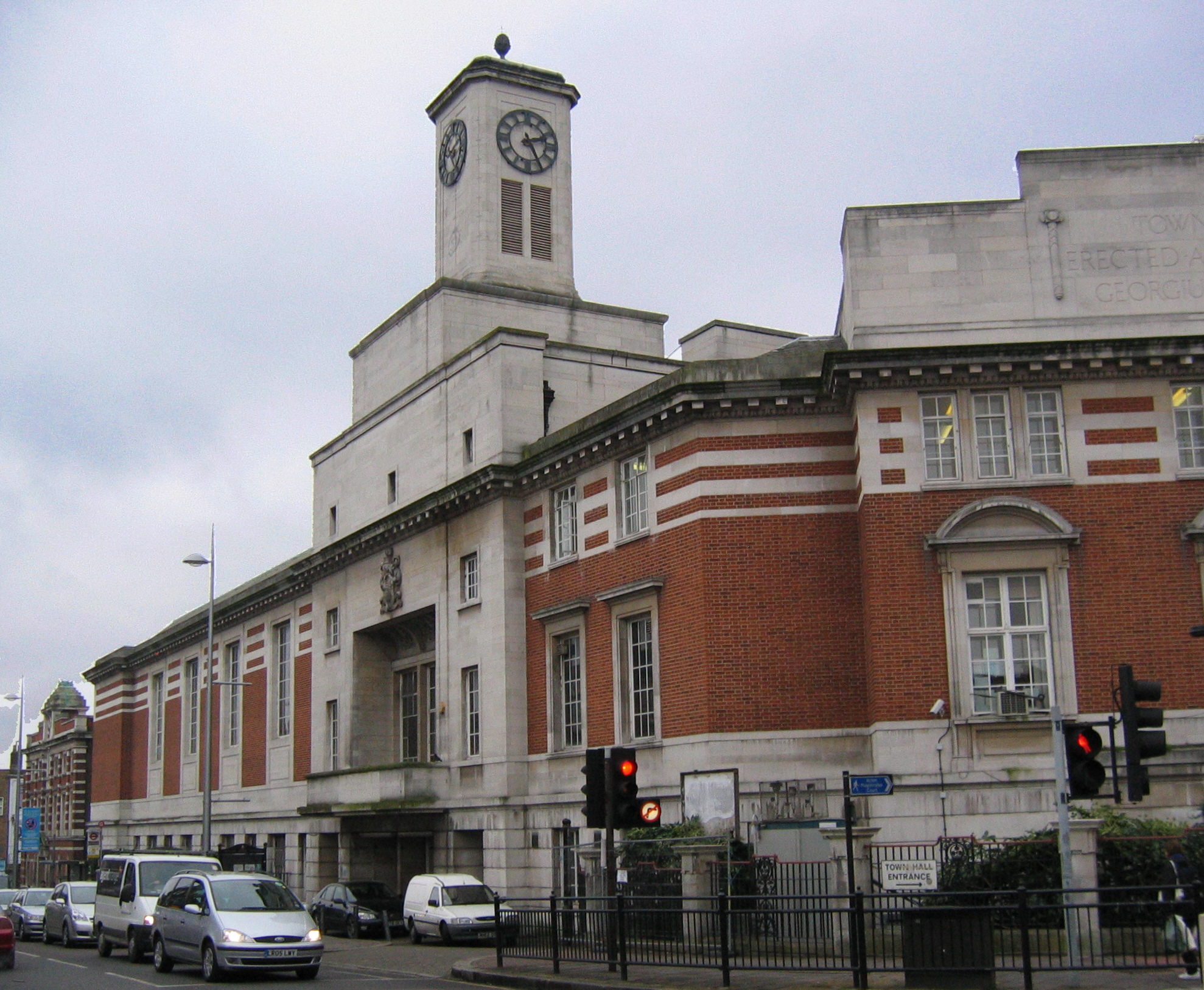
Actons stadshus, invigt 1910 för det dåvarande Acton Urban District.

Acton är en stadsdel (district) i västra London, inom London Borough of Ealing. Vid 2001 års folkräkning hade Acton 53 689 invånare.